# Dogovor o nesmetanom odlasku civilnog stanovništva s područja Republike Srpske
Dogovor o nesmetanom odlasku civilnog stanovništva s područja Republike Srpske međunarodni je dogovor kojim su protjerani Hrvati sa šireg banjolučkog područja uz posredovanje međunarodne zajednice. Dogovor su potpisali u Banjoj Luci. U ime Srpske potpisnik je potpredsjednik RS Nikola Koljević, a u ime Međunarodnog komiteta Crvenog križa (MKCK), odnosno njegovog predsjednika Cornelia Samaruge, njegova zastupnica Lucie Stenthal.

## Tijek događaja
Izrazito višenacionalna Banja Luka, koja je bila izvan ratnih djelovanja, ostala etnički očišćen grad. Osobito je stradala okolica. Ukupno 80.000 ne-Srba iz tog kraja velikosrpske su vlasti istjerale, prognale, ubile ili natjerale u izbjeglištvo. Ljudi su tijekom rata otpuštani s posla, tjerani iz stanova, slani na prisilni rad, korišteni kao živi štit. Hrvati su trpili neprestane prijetnje, masovno istjerivanje iz kuća, otimanje imovine, logori, pljačke, plaćali su za mogućnost odlaska u Hrvatsku, sustavno i masovno su proganjani, uznemiravanja, odvođenja, ubojstva, palež i uništavanje crkava. Progon je trajao cijeli rat, a završetak je bio ovim činom nakon Oluje.
Početku definitivnog izgona katolika s područja banjolučke i susjednih općina prethodili su vrlo dramatični dani, kada su banjolučkim krajem prolazile kolone izbjeglica srpske nacionalnosti s područja samoproklamirane „Republike Srpske Krajine“ u Republici Hrvatskoj.
Već 3. kolovoza 1995. prvi Srbi s okupiranih odručja stižu u Banju Luku. Idućih je dana taj broj Srba koji je otišao otamo prerastao je smještajne kapacitete te je izbio val nasilja nad Hrvatima i Bošnjacima koji su izbacivani iz svojih domova.
Dana 5. kolovoza 1995. biskupu Franji Komarici je u telefonskom razgovoru predsjednik SO Banja Luka Predrag Radić rekao da svi Hrvati do jednoga moraju u najskorije vrijeme napustiti Banju Luku i cijelu ovu regiju jer je to 'nalog' koji je došao od samoga najviše vrha.
6. kolovoza 1995. biskup Franjo Komarica pisao je tadašnjem predsjedniku Skupštine općine Banja Luka Predragu Radiću, predsjedniku regionalnog koordinacionog tijela za humanitarnu pomoć, M. Gogiću, zatim šefu kancelarije UNHCR-a u Banjoj Luci, V. Ćurku i šefu kancelarije MCK, P. Krähenbühlu. Rekao im je da potaknut aktualnom dramatičnom situacijom cjelokupnog ovdašnjeg stanovništva uputio 'najhitniji apel' Vladi Republike Hrvatske, Uredu za prognanike i izbjeglice u Zagrebu, da 'omogući najhitnije otvaranje prolaza humanitarnim konvojima od Zagreba do Banje Luke, kako Caritasu i Merhametu, tako i UNHCR-u, MKCK (ICRC), MSF-u, ECTF-u i drugim međunarodnim humanitarnim organizacijama'. Isti dan dobio je potvrdni odgovor ministra u Vladi RH i predstojnik Ureda prof. dr. Adalberta Rebića.
7. kolovoza 1995. biskup Komarica pisao je Međunarodnim humanitarnim organizacijama: UNHCR, MKCK, ECTF i MSF“ u Banjoj Luci, te Regionalnom koordinacionom tijelu za humanitarnu pomoć – regija Banja Luka, Doboj, Petrovac dopis gdje moli da se što prije pristupi realiziranju dostave humanitarne pomoći iz Zagreba za širu banjolučku regiju. Ponovio je zamolbu vlastima da sa svoje strane što hitnije poduzmu sve da se učinkovito, barem, donekle, ublaži doista tragična situacija više desetina, čak i par stotina tisuća socijalno ugroženih ljudi u to kraju.
10. kolovoza 1995. biskup Komarica poslao je apel šefovima banjolučkih kancelarija UNHCR-a i MKCK-a, te tadašnjem predsjedniku predsjedničkog vijeća HRHB Krešimiru Zubaku: „U ime katolika-Hrvata i drugih – na području šire banjolučke regije apeliram na Vas u ovom posebno dramatičnom času za naš biološki opstanak u svome zavičaju. ZAŠTITE NAS!.
14. kolovoza 1995. godine potpisan je taj Dogovor. Još istog dana krenula su prisilna iseljavanja. Sve to potvrđuje da je postojao dogovor između međunarodne zajednice i vlasti pod kontrolom Radovana Karadžića o t.zv. “humanom preseljenju” naroda. Sporazumom je zadat zadnji, smrtonosni, udarac katoličkoj populaciji na području šire banjalučke regije. U narod su puštene dezinformacije putem glasina da deportaciju vjernika katolika-Hrvata i drugih s vjekovnih ognjišta organizira Katolička crkva, biskup, svećenici, Caritas. Već u prijepodnevnim satima 14. kolovoza započelo je s više sabirnih mjesta u gradu Banjoj Luci i njegovoj okolini protjerivanje preostalog dijela miroljubivog pučanstva hrvatske nacionalnosti s područja regije oko Banje Luke u sjeverozapadnoj Bosni. Ljudi, koji su proteklih dana i tjedana, silom istjerani iz vlastitih domova, bez da su sa sobom smjeli ponijeti bilo što od svoga imetka odvezeni su ka sjeveru, prema granici s Republikom Hrvatskom. Kancelarije Međunarodnog crvenog križa i UNHCR-a sačinjavale su popis onih soba koje moraju napustiti ovo područjem, želeći se pobrinuti da prognanici na putu u izgnanstvo ne budu napadnuti. Sve se odvija prema naredbi najviših političkih predstavnika bosanskih Srba, kako ti izričito naglašavaju predstavnici Civilne zaštite općine Banja Luka, koji provode cjelokupnu akciju. Tim Dogovorom formalizirana je deportacija Hrvata i Bošnjaka sa šireg banjolučkog prostora. Koljević je potpisom formalizirao odluku o prisilnoj deportaciji u Hrvatsku svih Hrvata i Bošnjaka iz Banja Luke i drugih naselja u zapadnoj Bosni. Deportirani stanovnici prvo su opljačkani.
U periodu od 14. kolovoza. od kraja 1995. samo preko rijeke Save između Srpca i Davora napustilo je svoj rodni kraj iz banjolučke regije oko 21.000 (20.836) prognanih – uglavnom katolika - te ovdašnjih Bošnjaka. Sva njihova imena, te kronika protjerivanja, dopisivanja između načelnika Davora i Srpca, te više dokumenata, fotografija, svjedočenja i zahvala, objavljeno je 2003. u dvije knjige po nazivom: „Davor humani centar svijeta. Progon Hrvata i Muslimana s banjalučkog područja 1995.“ Nepoznati, ali svakako ne mali broj, protjeran je na drugim mjestima tadašnjih linija razgraničenja. Hrvati su najčešće stizali u Hrvatsku preko triju pravaca: iz Srpca u Davor, iz Bosanske Gradiške u Staru Gradišku te iz Bosanskog Broda u Slavonski Brod.
Od potpisivanja je u 20 dana iz banjalučkog kraja protjerano je preostalih 20.000 Hrvata. Prevezeni su autobusima do Save, a zatim čamcima preko Save iz Srbca u Davor. Ulogu u ovom etničkom čišćenju dao je Međunarodni Komitet Crvenog Križa (MCK) koji je aktivno sudjelovao u protjerivanju pod krinkom spajanja obitelji. Kroz prihvatilište u Davoru nakon dogovora do 6. rujna prošlo ukupno 18.434 izbjeglice iz sjeverozapadne Bosne. U Sabirni centar Davor je čamcima je preko Save od 14. kolovoza do 17. listopada 1995. pristiglo 20.836 Hrvata i Bošnjaka. Računa se da je ukupan broj protjeranih nedvojbeno je znatno veći.
Dogovor je izričito predviđao što skoriji povratak izbjeglica i prognanika u svoje domove. I sam Daytonski sporazum je u Aneksu 7 predvidio to „institucionaliziranje“ povratka svih prognanika, izbjeglica i raseljenih osoba to je predvidio. Potpredsjednik RS Koljević, nakon povratka iz Daytona u razgovoru s biskupom Komaricom 6. prosinca 1995. rekao je da treba što prije institucionalizirati povratak Hrvata iz banjolučke regije i drugih dijelova RS u njihov rodni kraj!. to se nije dogodilo, poglavito zbog trajne političke opstrukcije svih poratnih domaćih predstavnika vlasti, zbog nepostojanja pravne regulative, kao i prijeko potrebne ekonomske pomoći katolicima za obnovu domova i omogućavanja održivog ostanka i života dostajna čovjeka svima onima – veoma brojnima - koji su se – osobito prvih godina nakon rata - željeli vratiti.
Takav, duboko nehumani i međunarodnom pravu protivan stav domaćih i međunarodnih političkih dužnosnika prema pripadnicima Katoličke crkve na području entiteta RS rezultirao je više nego poraznom statistikom glede broja katolika na području šire banjolučke regije.
Povratak prognanima bio je onemogućen, stariji ljudi su umirali. A 15 godina kasnije, koncem 2014. zbog kontinuiranog nastavljanja onemogućavanja održivog povratka ovdašnjim katolicima, bilo ih je samo 4504! Sve dosadašnje garniture političara iz entiteta RS, ali i iz BiH, kao iz RH, te odgovorni predstavnici međunarodne zajednice nisu mnogo marili za sve potpisane „dogovore“, „mirovne sporazume“ kao i međunarodne konvencije o ljudskim pravima. Sve do danas, 20 godina nakon rata, oni nisu htjeli omogućiti ogromnom broju prognanika i izbjeglica – ne samo katolicima – nego i nekatolicima iz BiH i susjednih zemalja da ponovno dođu u posjed jednog od njihovih neupitnih ljudskih prava – prava na rodni kraj i svoju domovinu.
Temom se najviše bavio Šimun Penava koji je napisao knjigu Davor – humano središte svijeta; Progon Hrvata i Muslimana iz banjalučkog područja 1995.